# Ombrellino

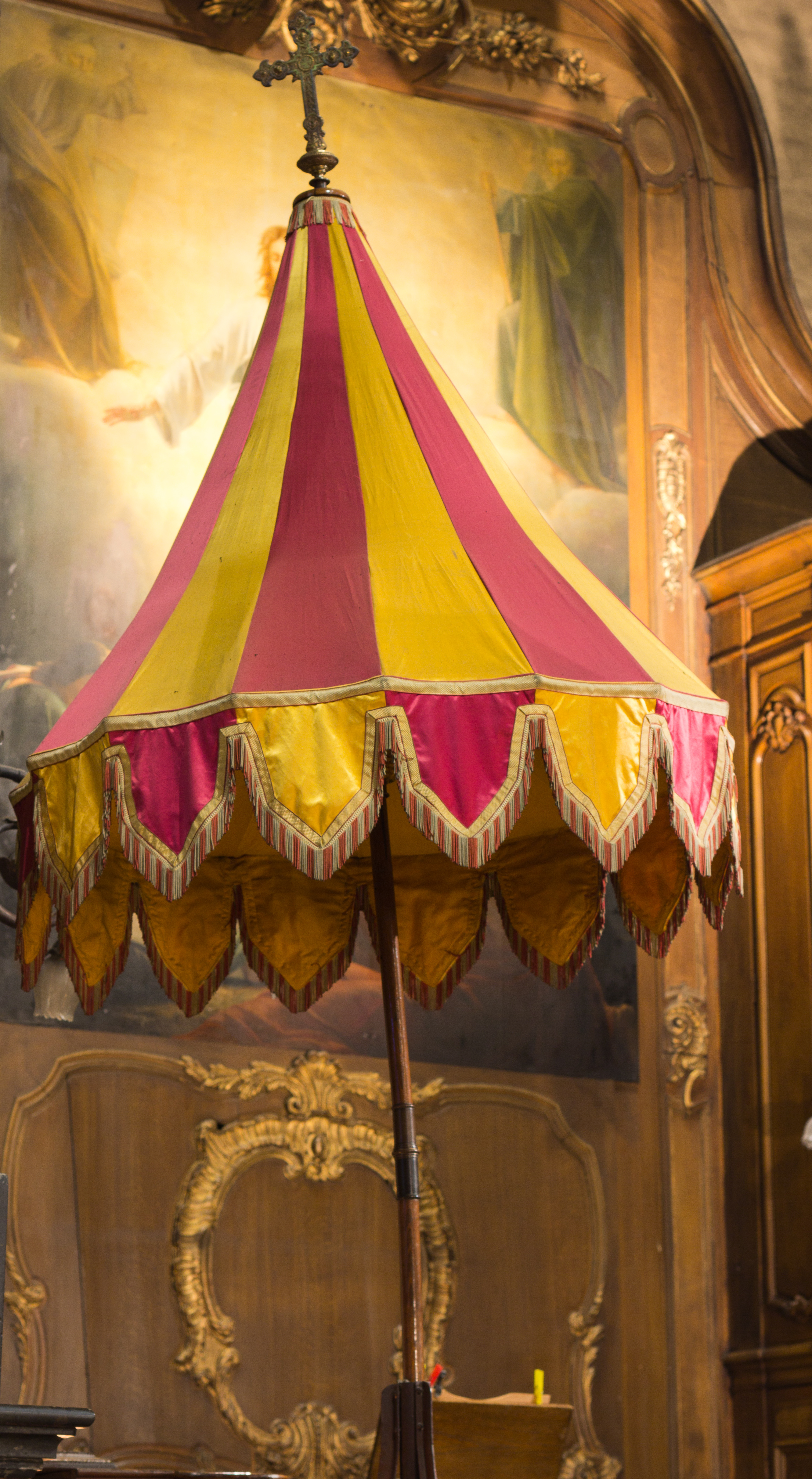
L'ombrellino de la basilique Saint-Sauveur de Rennes.

L'ombrellino est une sorte d'ombrelle plate, à long manche, portée lors de processions en signe de révérence, pour abriter le Saint-Sacrement, le pape, un cardinal, un évêque ou certains hauts dignitaires de l'Église. Il est blanc lorsqu'il abrite le Saint-Sacrement.

## Pavillon pontifical
L'ombrellino pontifical, appelé pavillon ou gonfalon, est une sorte de parasol à demi ouvert, disposé en forme de tente, dont l'armature de bois est recouverte de bandes de soie, alternativement rouge et jaune. Le pavillon des basiliques majeures est lamé d'or et de velours rouge avec des franges d'or. Sa partie supérieure se termine par un globe surmonté d'une croix, en cuivre doré.
Un cycle de fresques datant de 1248 dans l'oratoire San Silvestro de la Basilique des Quatre-Saints-Couronnés à Rome montre que l'umbraculum était déjà utilisé comme insigne pontifical lors d'événements publics, dans les couleurs traditionnelles or et rouge.
Le rouge et le jaune sont les couleurs du gouvernement pontifical, héritées de la Rome antique où elles étaient celles du sénat. Le pavillon pontifical signifie la sujétion au chef de l'Église catholique et personnifie la basilique comme le drapeau personnifie la nation.

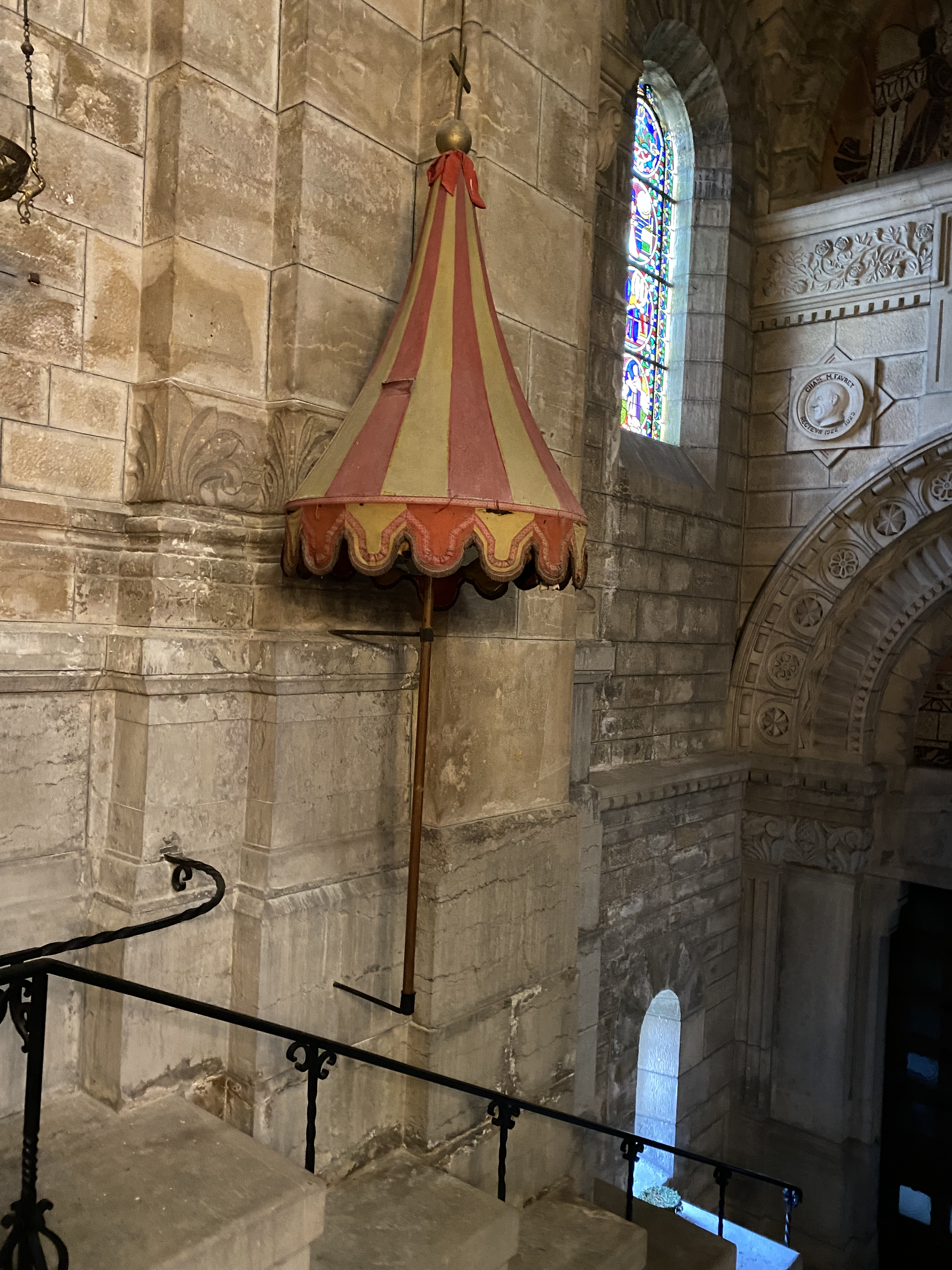
Basilique Saint-Ferjeux de Besançon. Ombrellino.

Primitivement, il était la tente qui abritait le patriarche et la royauté dès l'Ancien Testament. Il constitue, avec le tintinnabule ou sonnette, l'un des emblèmes réservés aux basiliques. L'ombrellino est conservé dans les basiliques, près de l'autel.
Le pavillon est à moitié ouvert lorsqu'il s'agit d'une basilique mineure et totalement déployé pour les basiliques majeures.

## Héraldique

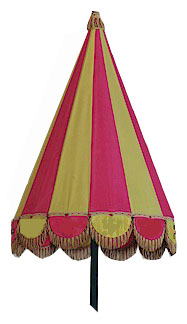
L'ombrellino basilical.
Pavillon héraldique.
Armes des basiliques majeures et mineures depuis le décret du 9 novembre 1989[3].
Armes des basiliques mineures avant le décret du 9 novembre 1989[3].
Armes du cardinal camerlingue.
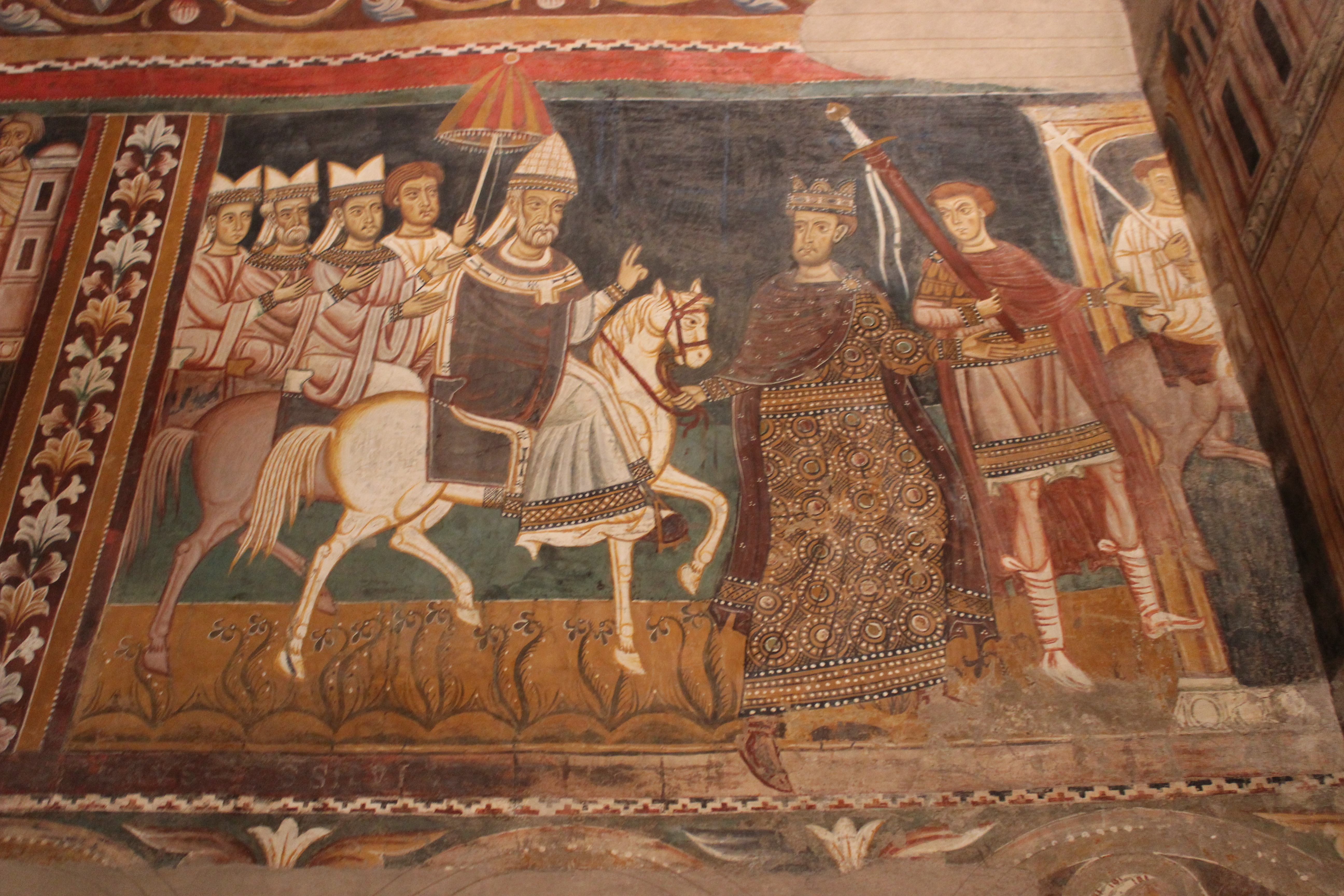
Oratoire San Silvestro (basilique Santi Quattro Coroanti), 1248

Le pavillon est le timbre héraldique des basiliques. Accompagné des clefs de saint Pierre, il est l'emblème de l'Église catholique romaine, notamment en son pouvoir temporel, du Collège des cardinaux, de la Chambre apostolique, des séminaires et instituts pontificaux, et aussi du Saint-Siège lorsque celui-ci est vacant (en représentant la tombe de Pierre, protégée par la basilique Saint-Pierre).
Pendant la vacance du siège romain, le cardinal camerlingue de la Sainte Église romaine en timbre ses armes.